# Podlesnyj (obwód kurski)
Podlesnyj (ros. Подлесный) – osiedle typu wiejskiego w zachodniej Rosji, w sielsowiecie klukwinskim rejonu kurskiego w obwodzie kurskim.

## Geografia
Miejscowość położona jest 2,5 km od centrum administracyjnego sielsowietu (Dołgoje), 4 km na wschód od centrum administracyjnego rejonu (Kursk), przy drodze federalnej R-298 (Kursk – Woroneż – R22 «Kaspij»; część europejskiej trasy E38).
W osiedlu znajduje się 96 posesji.
Klimat
Miejscowość, jak i cały rejon, znajduje się w strefie klimatu kontynentalnego z łagodnym ciepłym latem i równomiernie rozłożonymi opadami rocznymi (Dfb w klasyfikacji klimatów Köppena).

## Demografia
W 2010 r. osiedle zamieszkiwało 609 osób.